# Düsseldorfer SC 1899
Maillots
Le Düsseldorfer SC 1899 est un club sportif allemand localisé à Düsseldorf en Rhénanie du Nord-Westphalie.
Le club comporte plusieurs sections sportives. Il est partagé en deux grandes ailes. Le Football et le Hockey jouent à la Windscheidstrasse. L’Athlétisme, le Handbal, le Squash, le Tennis et le Volley-Ball évoluent à la Diepenstrasse.

## Histoire
Le club fut fondé le 20 septembre 1899 sous l’appellation de Düsseldorfer FC 1899. 
En 1907, le club remporta le titre de champion d’Allemagne occidentale. Cela lui permit de prendre part à la phase finale du championnat national 1907. Au premier tour, sur le terrain du Duisburger SpV, il fut sèchement éliminé par le SC Victoria Hamburg (1-8).
Le club se développa et créa de nouvelles sections sportives. En 1912, il adapta son nom en devenant le Düsseldorfer Sport-Club 1899.
Le stade du DSC 1899 hébergea la finale du championnat national 1921 qui vit la nette victoire (5-0) du 1. FC Nürnberg face au Berliner FC Vorwärts 90.
En vue de la saison 1944-1945, le DSC s’associa avec son rival local du Fortuna Düsseldorf pour former une Association sportive de guerre (en Allemand: Kriegspielgemeinschaft – KSG).Mais la KSG Düsseldorf ne pratiqua quasiment pas car en raison de l’évolution de la Seconde Guerre mondiale, les compétitions s’arrêtèrent.
En 1945, le club fut dissous par les Alliés, comme tous les clubs et associations allemands (voir Directive n°23). Il fut rapidement reconstitué.
En vue de la saison 1955-1956, le Düsseldorfer SC 1899 accéda à la Landesliga Niederrhein, à l’époque équivalent au 3e niveau de la hiérarchie, sous l’Oberliga West et la 2. Oberliga West. Mais cette ligue répartie en 3 groupes fut ramenée en une seule série, renommée Verbandsliga Niederrhein pour la saison suivante. 14e sur 16 dans le Groupe 1, le DSC 1899 redescendit.
Le club retrouva la Verbandsliga Niederrhein pour le championnat 1956-1960. Il presta deux saisons puis fut relégué. Düsseldorfer SC revint en 1964 et obtint la 3e place l’année suivante. Le cercle resta au niveau jusqu’en 1971.
Au terme du championnat 1973-1974, le DSC réintégra la Verbandsliga Niederrhein mais son séjour n’y fut alors que des deux ans.
Le club effectua encore une pige en Verbandsliga Niederrhein, alors devenue le niveau 4, en 1983-1984.
Par la suite, le club régressa et n’apparut plus dans les plus hautes ligues régionales.

## Palmarès
- Champion d’Allemagne occidentale: 1907
- Champion de la Landesliga Niederrhein, Groupe 1: 1974.